# 숙천군
숙천군(肅川郡)은 평안남도 서부에 있는 군이다.

## 위치와 지형
평안남도 서쪽의 황해와 면하는 부분에 위치한다. 북쪽은 문덕군, 남쪽은 평원군, 동쪽은 안주시와 순천시, 평성시이다.원래 있었던 군이었으나 1914년에 폐지됐고 일제강점기에는 평원군에 속해 있다가 1952년에 조선민주주의인민공화국의 행정구역 개편으로 복군하였다.
동부로는 산지가 있으나, 바닷가인 서쪽으로 가면서 점차 낮아진다. 군의 서부는 안주평야의 남쪽에 해당하는 평야 지대이다. 간척지도 발달하였다.

## 역사
| Daedongyeojido (Gyujanggak) 08-04.jpg |
| Daedongyeojido (Gyujanggak) 09-04.jpg |

조선왕조 시대에 평안도 숙천도호부가 놓여졌고 1895년에 숙천군이 되었지만, 1914년에 평원군에 병합되었다.
한국전쟁중인 1950년 10월에 유엔군에 의한 대규모 낙하산 작전이 행해졌다(숙천·순천 전투). 1952년, 북조선의 행정구역 개편에 의해 평원군으로부터 숙천면·조운면·해소면·서해면·검산면·동송면 및 룡호면의 11개리가 분리되어 숙천군(1읍 20리)이 편성되었다.

## 행정 구역
숙천군은 1읍(숙천읍(肅川邑)), 1구(남양로동자구(南陽勞動者區)), 20리(흥오리(興五里), 장흥리(長興里), 룡덕리(龍德里), 검흥리(檢興里), 대성리(大成里), 검산리(檢山里), 백암리(白巖里), 평화리(平和里), 평산리(平山里), 쌍운리(雙雲里), 금풍리(金豊里), 해빛리, 신풍리(新豊里), 약전리(藥田里), 사산리(蛇山里), 칠리(七里), 광천리(廣川里), 창동리(倉東里), 송덕리(松德里), 운정리(雲井里))로 구성되어있다.